# ㅕ
ㅕ là một nguyên âm của tiếng Triều Tiên. Unicode của ㅕ là U+3155. Khi chuyển tự Hangeul sang Romaja nó tương ứng với bộ chữ "YEO".